# Pirazinamida
La pirazinamida és un fàrmac utilitzat pel tractament de la tuberculosi. Aquesta fàrmac és en gran manera bacteriostàtica, però pot ser bactericida sobre bacteris de la tuberculosi que es repliquin activament.

## Ús mèdic
La pirazinamida només es fa servir en combinació amb altres drogues com la isoniazida i la rifampicina en el tractament de Mycobacterium tuberculosis. No es fa servir per tractar altres mycobacteria; Mycobacterium bovis i Mycobacterium leprae són, de manera innata, resistents a la pirazinamida. La pirazinamida es fa servir en els primers dos mesos del tractament per reduir-ne la durada
La pirazinamida en conjunció amb la rifampina és un tractament preferit per al tractament de la tuberculosi latent.
La pirazinamida és una potent droga antiuricosúrica i té ús en la diagnosi de les causes de la hipouricèmia i hiperuricosúria. Actua sobre URAT1.

## Efectes adversos
L'efecte secundari més comú (1%) de la pirazimanoda és el dolor de les articulacions. La pirazinamida pot precipitar els atacs de la malaltia de la gota fent disminuir l'excreció renal de l'àcid úric.
L'efecte secundari més perillós de la pirazinamida és l'hepatotoxicitat, la qual està relacionada amb la dosi.